# پاول دوبرانسکی
پاول دوبرانسکی (انگلیسی: Paul Dobransky) یک دانشمند روان‌شناسی است. از وی چندین کتاب در رابطه با روان‌شناسی رابطه چاپ شده‌است.

## آثار
- جادوی دوستی زنان
- روانشناسی پنهان عاشقی
- لاک‌پشت و خرگوش